# Karl Knutsson (Gera)
Karl Knutsson (Gera), född tidigast 1427, död omkring 1496, var en svensk riddare och riksråd.

## Biografi
Karl Knutsson (Gera) föddes tidigast 1427. Han var son till häradshövdingen Knut Nilsson (Gera) i Skärkinds härad och Birgitta Magnusdotter (Öjar Niklissons ätt). Karl Knutsson dubbades till riddare mellan 1455–1458, troligen vid Kristian I:s kröning 3 juli 1457. Han blev senast 1472 riksråd och var det fram till 1496. Karl Knutsson var från 18 maj 1474 till 25 maj 1484 häradshövding i Skärkinds härad.

### Egendom
Karl KNutsson hade mellan 1470–1492 Björkvik som sätesgård. Han ägde jord i Norrköping, Söderköping, Bankekinds härad och Björkekinds härad i Östergötland, i Kinnevalds härad i Småland och i Sotholms härad och Österrekarne härad i Södermanland.

### Familj
Karl Knutsson gifte sig senast 1455 med Birgitta Jönsdotter (Svarte skåning), dotter till riddaren och riksrådet Jöns Nilsson (Svarte skåning) och Ingeborg Nilsdotter (Natt och Dag).
Han gifte sig andra gången senast 1469 med Katarina Ulfsdotter (Roos af Hjelmsäter), dotter till riddaren och riksrådet Ulf Petersson (Roos af Hjelmsäter) och Birgitta Jönsdotter (Lejonansikte, Bengt Nilssons ätt). De fick tillsammans sonen riddaren, riksrådet och lagmannen Holger Karlsson (Gera).